# 泰国狐蝠
泰国狐蝠（学名：Pteropus lylei）为狐蝠科狐蝠属的动物，分布于柬埔寨，泰国，越南和中国大陆云南（昆明）等地。该物种的模式产地在泰国曼谷。